# Bushnell (Dakota Południowa)
Bushnell – miasto w Stanach Zjednoczonych, w stanie Dakota Południowa, w hrabstwie Brookings.